# Vilseck
Vilseck es una localidad alemana ubicada al nordeste de Baviera en la región de Alto Palatinado cerca del río Vils, afluente del Naab.
Su población es de 6.484 habitantes y tiene una extensión de 64,71 km². La zona está formada por treinta y seis aldeas y está localizada a 402 m s. n. m.

## Etimología
El origen del nombre dado a la localidad viene del castillo Eck construido en el año 920 por donde pasa el Vils.

## Demografía
| Evolución demográfica | Evolución demográfica | Evolución demográfica | Evolución demográfica | Evolución demográfica | Evolución demográfica | Evolución demográfica | Evolución demográfica | Evolución demográfica | Evolución demográfica | Evolución demográfica | Evolución demográfica |
| --------------------- | --------------------- | --------------------- | --------------------- | --------------------- | --------------------- | --------------------- | --------------------- | --------------------- | --------------------- | --------------------- | --------------------- |
| Año                   | 1840                  | 1900                  | 1925                  | 1939                  | 1950                  | 1961                  | 1970                  | 1987                  | 2002                  | 2005                  | 2011                  |
| Población             | 4.317                 | 3.585                 | 3.824                 | 3.955                 | 5.738                 | 5.590                 | 5.856                 | 5.541                 | 6.510                 | 6.484                 | 6.473                 |

## Base militar
La ciudad está geográficamente separada por una base militar estadounidense conocida como "Barracones de Rose" aunque su nombre más frecuente es el del término municipal. Dicha base fue construida entre 1937 y 1938 y fue tomada por el III Reich durante la II Guerra Mundial. Anteriormente fue conocida como "Südlager".